# Parrotia
Parrotia là một chi thực vật có hoa trong họ Hamamelidaceae.